# Антон Маринович
Антон Иванов Маринович е български режисьор.
Завършва право в Софийския университет през 1935 г. Сътрудник на списания „Нашето кино“ и „Филм и критика“. През 1942 г. е асистент режисьор на Хрисан Цанков в „Изпитание“, а през 1945 г. осъществява своята първа сомостоятелна постановка- „Ще дойдат нови дни“. Около Маринович и Стефан Сърчаджиев се шуми по повод на филмите им „Утро над родината“ (1951) и „Наша земя“ (1953). Антон Маринович е и първият, който филмира популярни оперни и театрални спектакли като „Иван Сусанин“ (1950), „Снаха“ (1954). Екранизира произведения от българската литературна класика: „Гераците“ (1958), „Сиромашка радост“ (1958). Интерпретира от своя гледна точка обновителните процеси в съзнанието на българските мюсюлмани във филмите „Ребро Адамово“ (1956). Снима и приключенски трилъри- „Нощта срещу 13-и“ (1961), „Златният зъб“ (1962), „Приключение в полунощ“ (1964).
Маринович притежава специфичен стил, отличаващ се с бърз кинематографически ритъм и баланс на атрактивното и психологически убедителното начало.